# Маршальский жезл
Маршальский жезл — обобщающее название символических знаков различия (знак власти) генерал-фельдмаршалов, фельдмаршалов и маршалов, представляет собой цилиндрический стержень (жезл) длиной около 30 — 40 сантиметров, обычно покрытый вышитым полотном, богато украшенный металлом, инкрустацией, иногда драгоценными камнями, с персональными данными высших воинских начальников вооружённых сил государств мира.
Маршальский жезл вручает монарх или президент республики в торжественной обстановке. В официальной ситуации (и на официальном портрете, статуе и тому подобное) маршал держит жезл в правой руке. Как знак достоинства маршала, маршальский жезл нередко имел индивидуальный дизайн, на нём могло быть написано имя владельца.

## История

### В дореволюционной России
В Российской империи маршальские жезлы имели вид короткой палки, делались из серебра или золота и украшались драгоценными камнями и государственными эмблемами и употреблялись лишь в торжественных случаях. Во время правления Александра II маршальский жезл был в виде подзорной трубы. После принятия императором звания генерал-фельдмаршала для него был изготовлен подобный жезл из золота с эмалью, декорированный изумрудами и бриллиантами. В 1894 году этот жезл был вручён И. Гурко. После смерти Гурко жезл был возвращён в Императорский кабинет. Позже жезл был пожалован королю Черногории Николаю I Негошу, получившему звание генерал-фельдмаршала в 1910 году.
В настоящее время в государственных музеях России хранится лишь один фельдмаршальский жезл, предположительно принадлежавший графу П. А. Румянцеву, получившему звание генерал-фельдмаршала за победу над турками в битве под Кагулом.
Последний фельдмаршальский жезл был вручён королю Румынии Карлу I 11 ноября 1912 года.

### В СССР и Российской Федерации
В СССР с 1940 года во многом как аналог-замена маршальского жезла введена Маршальская звезда.
Изображение маршальского жезла (официально обозначенное в Указе Президента Российской Федерации № 502 от 5 мая 2009 года как таковое) присутствует на эмблеме Верховного главнокомандующего Вооружёнными силами Российской Федерации с 2009 года.

### За рубежом
Широко известен афоризм, приписываемый Наполеону I: «Каждый французский солдат носит в своём ранце маршальский жезл» или «Каждый солдат носит в ранце маршальский жезл».
Маршальские жезлы существуют или существовали в большинстве государств и стран, где есть или был чин фельдмаршала или маршала. В нацистской Германии имелся также адмиральский жезл для гросс-адмиралов Эриха Редера и Карла Дёница. Также в Третьем Рейхе существовала разновидность жезла для повседневного ношения — так называемый Временный жезл (Interimstab), чаще всего выполненный в виде трости или более простого цилиндра.
В Польше в качестве жезла используется маршальская булава.

## Галерея
- Генерал-фельдмаршал А. В. Суворов с жезлом.
- Генерал-фельдмаршал Российской империи с маршальским жезлом в руке.
- Генерал-фельдмаршал великий князь Михаил Николаевич с жезлом, 1907.
- Маршальский жезл генерала Бернадота.
- Вильгельм Кейтель подписывает акт о безоговорочной капитуляции Нацистской Германии